# 恩本迪族
恩本迪族，是生活在剛果民主共和國北部烏班吉河上游和中非共和國南部的民族。
他們傳統上說屬尼日爾-剛果語系的恩巴恩迪语，他們傳統上從事簡單農業，種植玉米，木薯和其他糧食作物。直到最近，他們的一些人依賴於傳統狩獵和採集生活。他們曾經被稱為戰士，一些最珍貴的非洲刀和長矛是由他們的工匠製造的。這種文化顯然與蘇丹的其他文化之間有著密切的聯繫，證據是他們的一種豎琴，其形式與該地區其他樂器不同。
扎伊爾前獨裁者蒙博托·塞塞·塞科就出身此民族。